# K-Lite Codec Pack
 (août 2018).
 (novembre 2021).
Le K-Lite Codec Pack est une collection de codecs audio et vidéo pour Microsoft Windows qui permet à un système d'exploitation et à son logiciel de lire divers formats audio et vidéo généralement non pris en charge par le système d'exploitation lui-même. Le K-Lite Codec Pack comprend également plusieurs outils connexes, dont Media Player Classic (MPC), MediaInfo et Codec Tweak Tool.

## Éditions
K-Lite Codec Pack dispose de 4 éditions gratuites. La Basic est la plus petite version, suivie de la Standard, de la Full et de la Mega.
Le logiciel est compatible avec Windows à partir de Windows XP.

## Accueil
(5 août 2018).
En date du 27 octobre 2009, CNET a rapporté un total de 1 074 578 téléchargements pour K-Lite Mega Codec Pack 5.2 depuis sa date de sortie, le 12 octobre 2009. L'évaluation des utilisateurs lui a donné une moyenne de 4.5 sur 5 étoiles. Par ailleurs, le CNET n'a rapporté que 122.552 téléchargements pour K-Lite Codec Pack Full Edition 5.2 paru à la même date, avec la même note moyenne.
À la même date, Betanews Fileforum a rapporté une note de 4.7 sur 5, basée sur 2 346 votes pour K-Lite Mega Codec Pack 5.2.0 et 9.416.511 téléchargements. Fileforum n'avait pas d'entrée pour K-Lite Codec Pack 5.2 Full.
En octobre 2009, Softpedia a rapporté que K-Lite Mega Codec Pack 5.2 et K-Lite Codec Pack 5.2 Update avaient combiné un total de 2 011 113 téléchargements après leur sortie le 12 octobre 2009 et leur a donné une note de 4.4 sur 5 basée sur 2.281 votes. K-Lite Mega Codec Pack a été choisi comme un Softpedia Pick.